# Nassau County (Florida)
Das Nassau County ist ein County im Bundesstaat Florida der Vereinigten Staaten. Der Sitz der Countyverwaltung (County Seat) befindet sich in Fernandina Beach.

## Geographie
Das County hat eine Fläche von 1880 Quadratkilometern, wovon 192 Quadratkilometer Wasserfläche sind. Es grenzt im Uhrzeigersinn an folgende Countys: Duval County und Baker County. Zusammen mit den Countys Baker, Clay, Duval und St. Johns bildet das County die Metropolregion Jacksonville.

## Geschichte
Das Nassau County wurde am 29. Dezember 1824 aus Teilen des Duval County gebildet. Benannt wurde es nach dem deutschen Herzogtum Nassau.

## Demografische Daten

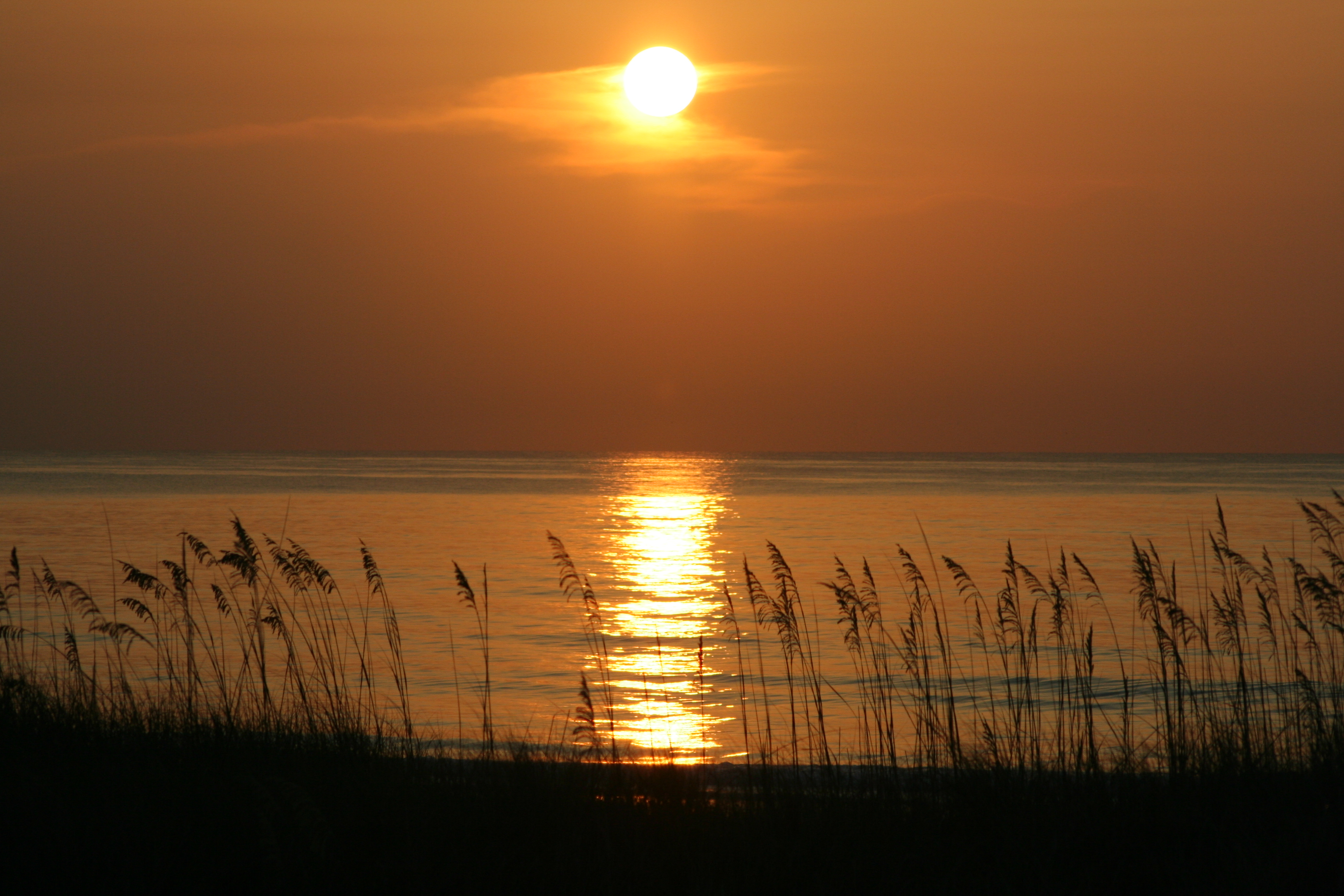
Sonnenuntergang vor Ervin's Rest

Nach der Volkszählung im Jahr 2010 lebten im Nassau County 73.314 Menschen in 34.950 Haushalten. Die Bevölkerungsdichte betrug 43,4 Einwohner pro Quadratkilometer. Ethnisch betrachtet setzte sich die Bevölkerung zusammen aus 89,8 % Weißen, 6,4 % Afroamerikanern, 0,4 % Indianern und 0,9 % Asian Americans. 1,0 % waren Angehörige anderer Ethnien und 1,6 % verschiedener Ethnien. 3,2 % der Bevölkerung bestand aus Hispanics oder Latinos.
Im Jahr 2010 lebten in 30,8 % aller Haushalte Kinder unter 18 Jahren sowie 29,4 % aller Haushalte Personen mit mindestens 65 Jahren. 72,5 % der Haushalte waren Familienhaushalte (bestehend aus verheirateten Paaren mit oder ohne Nachkommen bzw. einem Elternteil mit Nachkomme). Die durchschnittliche Größe eines Haushalts lag bei 2,53 Personen und die durchschnittliche Familiengröße bei 2,93 Personen.
24,2 % der Bevölkerung waren jünger als 20 Jahre, 21,9 % waren 20 bis 39 Jahre alt, 30,2 % waren 40 bis 59 Jahre alt und 23,7 % waren mindestens 60 Jahre alt. Das mittlere Alter betrug 43 Jahre. 49,3 % der Bevölkerung waren männlich und 50,7 % weiblich.
Das jährliche Durchschnittseinkommen eines Haushalts betrug 57.163 USD, dabei lebten 11,1 % der Bevölkerung unter der Armutsgrenze.

Im Jahr 2010 war englisch die Muttersprache von 95,73 % der Bevölkerung, spanisch sprachen 2,65 % und 1,62 % hatten eine andere Muttersprache.

## Kultur und Sehenswürdigkeiten

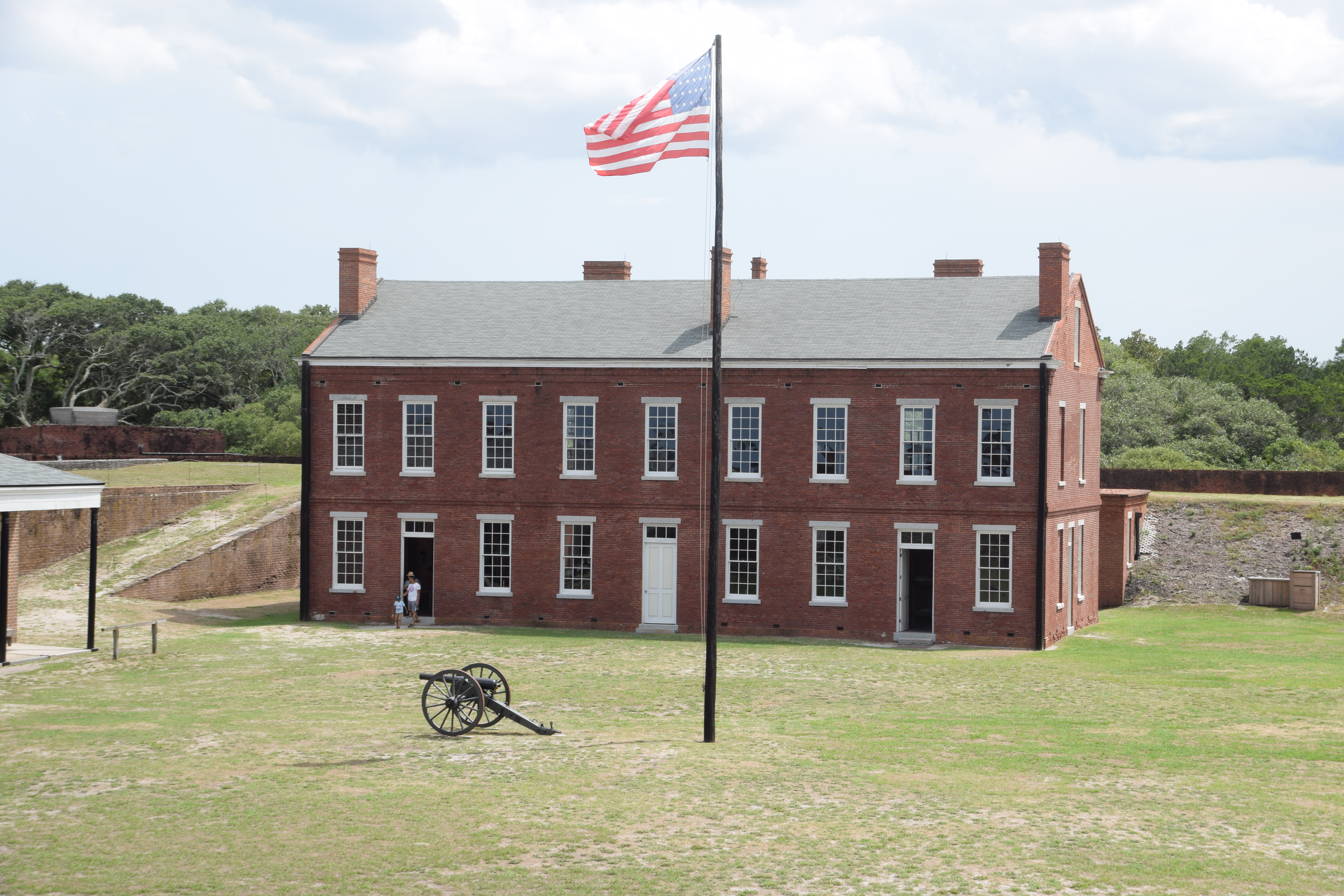
Fort Clinch (2015). Dieses Fort entstand 1847 nach dem zweiten Seminolenkrieg. Während des Sezessionskriegs wechselte es mehrfach den Besitzer, bis es die Unionstruppen dauerhaft halten konnten. Im Jahr 1935 erklärte Florida das Bauwerk samt des umliegenden Areals zu einem State Park. Das Fort wurde im Februar 1972 als erstes Objekt des County in das NRHP eingetragen.

14 Bauwerke, Stätten und „historische Bezirke“ (Historic Districts) im Nassau County sind im National Register of Historic Places („Nationales Verzeichnis historischer Orte“; NRHP) eingetragen (Stand 7. Februar 2023), darunter ein Leuchtturm, eine Kirche und das frühere County-Gefängnis.

## Orte im Nassau County
Orte im Nassau County mit Einwohnerzahlen der Volkszählung von 2010:
City:
- Fernandina Beach (County Seat) – 11.487 Einwohner

Towns:
- Callahan – 1.123 Einwohner
- Hilliard – 3.086 Einwohner

Census-designated places:
- Nassau Village-Ratliff – 5.337 Einwohner
- Yulee – 11.491 Einwohner